# André Dae Kim
André Dae Kim (Edmonton, 2 dicembre 1996) è un attore canadese, noto per aver interpretato Winston Chu nelle serie televisive canadesi Degrassi: The Next Generation e Degrassi: Next Class e Dylan Edwards nella serie televisiva statunitense Salvation, dal 2022 interpreta inoltre il Capo Kyle nella serie televisiva Star Trek: Strange New Worlds, ottava serie live-action del franchise di Star Trek.

## Biografia
André Dae Kim è nato a Edmonton, nell'Alberta, in Canada, ed è cresciuto a Mississauga, nell'Ontario, dove ha frequentato il programma teatrale alla Cawthra Park Secondary School. Successivamente ha frequentato l'Università di Toronto a Mississauga e lo Sheridan College, dove ha studiato il programma congiunto di studi teatrali e drammatici.
Nel 2012, mentre stava frequentando la classe 10, Kim mandò un video contenente un'audizione ai produttori di Degrassi, che gli fece ottenere la parte di Winston Chu in Degrassi: The Next Generation e in seguito in Degrassi: Next Class, che ha debuttato nel 2016. Nel 2017 è stato candidato al Joey Award per il suo ruolo nella serie televisiva Salvation e per quello in Degrassi: Next Class. Nel 2016 e nel 2018 è stato inoltre candidato al Young Entertainer Award per il suo ruolo in Degrassi: Next Class.
Nel 2022 entra a far parte del cast di Star Trek: Strange New Worlds, ottava serie televisiva live-action del franchise di fantascienza Star Trek, dove interpreta il ruolo del Capo Kyle (in inglese Chief Kyle), il capo del teletrasporto dell'astronave USS Enterprise NCC-1701, capitanata da Christopher Pike (Anson Mount). Il personaggio è stato rielaborato da quello già presente nella serie classica, con il nome di John Kyle, dove però era di etnia europoide, mentre in SNW viene presentato come asiatico orientale.

## Filmografia

### Cinema
- Dumb Luck, regia di Jonathan Popalis - cortometraggio (2015)
- Golden Boys, regia di Jill Riley - cortometraggio (2016)
- Doug Junior, regia di Rob Andino - cortometraggio (2018)
- Whistleblower, regia di Steven Song - cortometraggio (2018)
- CPR, regia di Clara Altimas - cortometraggio (2018)
- Samanthology, regia di Clara Altimas, Nabil Badine, Daniel Clements, Reza Dahya, Jacob Michael Hanania, Neil Huber, Stu Marks e Justine Stevens (2019)

### Televisione
- Degrassi: The Next Generation – serie TV, 52 episodi (2013-2015)
- Degrassi: Minis – serie TV, episodi 8x03-9x09-9x10 (2014-2015)
- Defiance – serie TV, episodi 3x01-3x02 (2015)
- Degrassi: Don't Look Back, regia di Philip Earnshaw – film TV (2015)
- Degrassi: Next Class – serie TV, 29 episodi (2016-2017)
- Salvation – serie TV, 7 episodi (2017-2018)
- Schitt's Creek – serie TV, episodio 4x03 (2018)
- Mary Kills People – serie TV, episodi 2x02-2x04 (2018)
- In Contempt – serie TV, episodio 1x05 (2018)
- The Detail – serie TV, episodio 1x08 (2018)
- Private Eyes – serie TV, episodio 2x11 (2018)
- Northern Rescue – serie TV, 4 episodi (2019)
- Hudson & Rex – serie TV, episodio 1x04 (2019)
- American Gods – serie TV, episodi 2x04-2x08 (2019)
- Good Witch – serie TV, episodio 6x06 (2020)
- The Hardy Boys – serie TV, episodio 1x03 (2020)
- Locke & Key – serie TV, 4 episodi (2020-2021)
- Coroner – serie TV, episodio 3x02 (2021)
- Vampire Academy – serie TV, 9 episodi (2022)
- Star Trek: Strange New Worlds – serie TV, 8 episodi (2022)
- SkyMed – serie TV, episodio 3x08 (2025)
- Twisted Metal – serie TV, episodio 2x05 (2025)

## Riconoscimenti
- The Joey Award
  - 2017 – Candidatura come Miglior attore protagonista o guest star ricorrente in una serie TV dai 13 anni in su per Salvation[4]
  - 2017 – Candidatura come Miglior attore protagonista o guest star ricorrente in una serie TV dai 18 anni in su per Degrassi: Next Class[4]

- Young Entertainer Award
  - 2016 – Candidatura come Miglior giovane attore protagonista per Degrassi: Next Class[6][7]
  - 2018 – Candidatura come Miglior giovane attore protagonista per Degrassi: Next Class[8]

## Doppiatori italiani
Nelle versioni in italiano delle opere in cui ha recitato, André Dae Kim è stato doppiato da:
- Niccolò Guidi in Degrassi: Next Class
- Federico Viola in Hudson & Rex
- Flavio Aquilone in Vampire Academy